# Схаб'юк Максим Олексійович
Макси́м Олексі́йович Схаб'ю́к — старший лейтенант Державної прикордонної служби України, учасник російсько-української війни.

## З життєпису
Народився 17 листопада 1991 року в місті Кам'янець-Подільський Хмельницької області. З 2005 по 2009 навчався у Славутському ліцеї-інтернаті.
1 вересня 2014 року під час патрулювання ділянки прикордонники зіткнулися зі злочинним угрупуванням так званої ДНР і прийняли бій. Внаслідок цього зазнав значних поранень на перехресті траси Таганрог — Маріуполь біля Саханки. Був евакуйований в реанімаційне відділення Дніпропетровської міської лікарні імені Мечникова. Лікарі стан його здоров'я оцінюють як критичний й стабільно важкий.
Станом на лютий 2017-го — начальник групи комендантського відділення, відділ організації повсякденної діяльності, Національна академія Державної прикордонної служби України імені Богдана Хмельницького.
Станом на кінець квітня 2018 працює у відділі професійної підготовки, Національна академія Державної прикордонної служби України імені Богдана Хмельницького.
Станом на кінець 2020 року, працює в Контактному центрі Державної прикордонної служби.

## Нагороди
29 вересня 2014 року — за особисту мужність і героїзм, виявлені у захисті державного суверенітету та територіальної цілісності України, вірність військовій присязі під час російсько-української війни, молодший лейтенант Максим Схаб'юк відзначений — нагороджений орденом «За мужність» III ступеня.
3 жовтня 2015 року нагороджений відзнакою Міністерства оборони «Знак Пошани».